# Gunno Sandahl
Gunno Lars Einar Sandahl, född 12 februari 1951 i Vetlanda, är en svensk kulturchef. Han anställdes 1995 på  Folkparkerna (Folkparkernas Centralorganisation). Sedan samgåendet mellan Folkparkerna och Folkets Husföreningarnas Riksorganisation, som år 2000 blev  Riksorganisationen Folkets Hus och Parker, var Sandahl den nya organisationens kulturchef till 28 februari 2018.
Sandahl initierade Projektet Digitala Hus inom den nya organisationen för att digitalisera de många Folkets Hus-biografer som finns i Sverige. 2003 direktsände Folkets Hus och Parker en exklusiv David Bowie-konsert som kom att bli inledningen till direktsändningar av rockkonserter, opera, teater och sport i hela landet.
Sandahl var även fram till mars 2017 ordförande för föreningen Ideell Kulturallians,  en samarbetsorganisation för  20 av det civila samhällets organisationer på kulturområdet, varav tre paraplyorganisationer (Ax – Kulturorganisationer i samverkan,  Musikarrangörer I Samverkan-MAIS och SIOS-Samarbetsorganisationer för etniska organisationer i Sverige)  De samarbetande organisationerna företräder över en miljon medlemmar, där verksamheten till stor del drivs ideellt.
2018 valdes Sandahl till ordförande för Riksförbundet Svensk Jazz.